# Symphonie no 13 de Joseph Haydn
Pour les articles homonymes, voir Symphonie no 13.
La Symphonie no 13 en ré majeur Hob. I:13 est une symphonie du compositeur autrichien Joseph Haydn, composée en 1763.

## Analyse de l'œuvre
La symphonie comporte quatre mouvements:
1. Allegro molto
2. Adagio cantabile
3. Menuet
4. Allegro molto

Durée approximative : 22 minutes.

## Instrumentation
- une flûte, deux hautbois, quatre cors, timbales, cordes.